# آيت بوطيب ريبعة (لمهطميين)
آيت بوطيب ريبعة هو دُوَّار يقع بجماعة سيدي علال البحراوي، إقليم الخميسات، جهة الرباط سلا القنيطرة في المملكة المغربية. ينتمي الدوّار لمشيخة لمهطميين التي تضم 9 دواوير. يقدر عدد سكانه بـ 537 نسمة حسب الإحصاء الرسمي للسكان والسكنى لسنة 2004.

## وصلات خارجية
- البوابة الوطنية للجماعات الترابية
- المندوبية السامية للتخطيط